# Иљзна
Иљзна (рус. Ильзна) река је на западу европског дела Руске Федерације. Протиче преко територије Бежаничког и Дедовичког рејона на истоку Псковске области. Лева је притока реке Шелоњ у коју се улива на 185 километру, те део басена реке Неве и Балтичког мора.
Извире у источним деловима Судомског побрђа. Укупна површина сливног подручја је 243 km², док је дужина водотока 44 km. Највећа ширина реке је на неких километар узводно од ушћа и ту достиже до 5 метара, а на истом месту је и највећа дубина, до 1,5 метара.
Најважнија притока је Весњанка, која се у Иљзну улива као десна притока на 9. километру тока.